# Eric Mabius
Eric Harry Timothy Mabius (født 22. april 1971 i Harrisburg, Pennsylvania, USA) er en amerikansk skuespiller med irsk/polsk blod i årene. Han er mest kendt fra sin hovedrolle i tv-serien Ugly Betty som Daniel Meade.